# تلبیره
تلبیره (به عربی: تلبیرة) یک منطقهٔ مسکونی در لبنان است که در شهرستان عکار واقع شده‌است. تلبیره ۵٫۰۸ کیلومتر مربع مساحت و ۱٬۴۳۹ نفر جمعیت دارد و ۲۰ متر بالاتر از سطح دریا واقع شده‌است.